# Typhlamphiascus lutincola
Typhlamphiascus lutincola is een eenoogkreeftjessoort uit de familie van de Miraciidae. De wetenschappelijke naam van de soort is voor het eerst geldig gepubliceerd in 1963 door Soyer.